# Camping World Watkins Glen Grand Prix de 2007
Camping World Watkins Glen Grand Prix de 2007 foi a décima corrida da temporada de 2007 da IndyCar Series. A corrida foi disputada no dia  8 de julho no Watkins Glen International, localizado na cidade de Watkins Glen, Nova Iorque. O vencedor foi o neozelandês Scott Dixon, da equipe Chip Ganassi Racing.

## Pilotos e Equipes
| Nº | Piloto            | Equipe                   | Chassis | Motor | Pneu |
| -- | ----------------- | ------------------------ | ------- | ----- | ---- |
| 2  | Tomas Scheckter   | Vision Racing            | Dallara | Honda | F    |
| 3  | Hélio Castroneves | Team Penske              | Dallara | Honda | F    |
| 4  | Vitor Meira       | Panther Racing           | Dallara | Honda | F    |
| 5  | Sarah Fisher      | Dreyer & Reinbold Racing | Dallara | Honda | F    |
| 6  | Sam Hornish Jr.   | Team Penske              | Dallara | Honda | F    |
| 7  | Danica Patrick    | Andretti-Green Racing    | Dallara | Honda | F    |
| 8  | Scott Sharp       | Rahal Letterman Racing   | Dallara | Honda | F    |
| 9  | Scott Dixon       | Chip Ganassi Racing      | Dallara | Honda | F    |
| 10 | Dan Wheldon       | Chip Ganassi Racing      | Dallara | Honda | F    |
| 11 | Tony Kanaan       | Andretti-Green Racing    | Dallara | Honda | F    |
| 14 | Darren Manning    | A. J. Foyt Enterprises   | Dallara | Honda | F    |
| 15 | Buddy Rice        | Dreyer & Reinbold Racing | Dallara | Honda | F    |
| 17 | Jeff Simmons      | Rahal Letterman Racing   | Dallara | Honda | F    |
| 20 | Ed Carpenter      | Vision Racing            | Dallara | Honda | F    |
| 22 | A. J. Foyt IV     | Vision Racing            | Dallara | Honda | F    |
| 26 | Marco Andretti    | Andretti-Green Racing    | Dallara | Honda | F    |
| 27 | Dario Franchitti  | Andretti-Green Racing    | Dallara | Honda | F    |
| 55 | Kosuke Matsuura   | Panther Racing           | Dallara | Honda | F    |

- (R) - Rookie

## Resultados

### Treino classificatório
| 1         | 3  | Hélio Castroneves | Team Penske              | 1:29.1919 |
| 2         | 9  | Scott Dixon       | Chip Ganassi Racing      | 1:29.5686 |
| 3         | 27 | Dario Franchitti  | Andretti-Green Racing    | 1:29.6764 |
| 4         | 11 | Tony Kanaan       | Andretti-Green Racing    | 1:29.7843 |
| 5         | 6  | Sam Hornish Jr.   | Team Penske              | 1:29.9676 |
| 6         | 26 | Marco Andretti    | Andretti-Green Racing    | 1:30.1379 |
| 7         | 15 | Buddy Rice        | Dreyer & Reinbold Racing | 1:31.0733 |
| 8         | 4  | Vitor Meira       | Panther Racing           | 1:31.1652 |
| 9         | 14 | Darren Manning    | A. J. Foyt Enterprises   | 1:31.7546 |
| 10        | 10 | Dan Wheldon       | Chip Ganassi Racing      | 1:31.7735 |
| 11        | 55 | Kosuke Matsuura   | Panther Racing           | 1:31.9641 |
| 12        | 17 | Jeff Simmons      | Rahal Letterman Racing   | 1:32.0007 |
| 13        | 2  | Tomas Scheckter   | Vision Racing            | 1:32.0506 |
| 14        | 8  | Scott Sharp       | Rahal Letterman Racing   | 1:32.1406 |
| 15        | 7  | Danica Patrick    | Andretti-Green Racing    | 1:32.7457 |
| 16        | 22 | A. J. Foyt IV     | Vision Racing            | 1:32.9525 |
| 17        | 20 | Ed Carpenter      | Vision Racing            | 1:34.0227 |
| 18        | 5  | Sarah Fisher      | Dreyer & Reinbold Racing | sem tempo |
| Relatório |    |                   |                          |           |

- (R) - Rookie

- Tempos obtidos na segunda fase de classificação ("Top Six").

### Corrida
| Corrida - 8 de julho | Corrida - 8 de julho | Corrida - 8 de julho | Corrida - 8 de julho     | Corrida - 8 de julho | Corrida - 8 de julho | Corrida - 8 de julho | Corrida - 8 de julho | Corrida - 8 de julho |
| Pos                  | Nº                   | Piloto               | Equipe                   | Voltas               | Tempo                | Largada              | Voltas na Liderança  | Pontos               |
| -------------------- | -------------------- | -------------------- | ------------------------ | -------------------- | -------------------- | -------------------- | -------------------- | -------------------- |
| 1                    | 9                    | Scott Dixon          | Chip Ganassi Racing      | 60                   | 1:43:51.5094         | 2                    | 23                   | 53                   |
| 2                    | 6                    | Sam Hornish Jr.      | Team Penske              | 60                   | +6.2591              | 5                    | 0                    | 40                   |
| 3                    | 27                   | Dario Franchitti     | Andretti-Green Racing    | 60                   | +9.7492              | 3                    | 0                    | 35                   |
| 4                    | 11                   | Tony Kanaan          | Andretti-Green Racing    | 60                   | +14.4830             | 4                    | 0                    | 32                   |
| 5                    | 26                   | Marco Andretti       | Andretti-Green Racing    | 60                   | +15.4749             | 6                    | 9                    | 30                   |
| 6                    | 15                   | Buddy Rice           | Dreyer & Reinbold Racing | 60                   | +26.9171             | 7                    | 0                    | 28                   |
| 7                    | 10                   | Dan Wheldon          | Chip Ganassi Racing      | 60                   | +35.3515             | 10                   | 1                    | 26                   |
| 8                    | 55                   | Kosuke Matsuura      | Panther Racing           | 60                   | +40.7037             | 11                   | 0                    | 24                   |
| 9                    | 14                   | Darren Manning       | A. J. Foyt Enterprises   | 60                   | +47.6893             | 9                    | 0                    | 22                   |
| 10                   | 17                   | Jeff Simmons         | Rahal Letterman Racing   | 60                   | +54.8895             | 12                   | 0                    | 20                   |
| 11                   | 7                    | Danica Patrick       | Andretti-Green Racing    | 60                   | +57.0833             | 15                   | 0                    | 19                   |
| 12                   | 20                   | Ed Carpenter         | Vision Racing            | 60                   | +1:06.9352           | 17                   | 0                    | 18                   |
| 13                   | 2                    | Tomas Scheckter      | Vision Racing            | 60                   | +1:07.7275           | 13                   | 0                    | 17                   |
| 14                   | 8                    | Scott Sharp          | Rahal Letterman Racing   | 60                   | +1:10.3164           | 14                   | 0                    | 16                   |
| 15                   | 22                   | A. J. Foyt IV        | Vision Racing            | 60                   | +1:25.2853           | 16                   | 0                    | 15                   |
| 16                   | 5                    | Sarah Fisher         | Dreyer & Reinbold Racing | 58                   | +2 voltas            | 18                   | 0                    | 14                   |
| 17                   | 4                    | Vitor Meira          | Panther Racing           | 58                   | +2 voltas            | 8                    | 8                    | 13                   |
| 18                   | 3                    | Hélio Castroneves    | Team Penske              | 19                   | Contato              | 1                    | 19                   | 12                   |
| Relatório            |                      |                      |                          |                      |                      |                      |                      |                      |

- (R) - Rookie